# Roger Glover
Roger David Glover (n. 30 noiembrie 1945, Brecon, Țara Galilor) este un basist, claviaturist, compozitor și producător britanic. Glover este cel mai cunoscut ca și basistul și unul dintre compozitorii trupei rock Deep Purple, fiind cunoscut și pentru activitatea sa în Rainbow.